# Palito Ortega
Ramón Bautista "Palito" Ortega, né le 8 mars 1941 à Lules, est un auteur-compositeur-interprète et homme politique argentin.
D'origine très pauvre, fils d'ouvriers sucriers, jamais fini l'école et a commencé à travailler depuis sa enfance pour aider sa famille. Il s'installe à Buenos Aires, où il commence sa carrière de chanteur.
Bien connu en Amérique latine comme chanteur, Il a été élu gouverneur de Tucumán de 1991 à 1995, après sénateur par Tucumán de 1998 à 2001. Sa carrière politique faisait partie d'une stratégie du président Carlos Menem visant à utiliser des personnalités populaires pour gagner des élections, comme Carlos Reutemann. Il était candidat à la vice-présidence de l'Argentine pour Eduardo Duhalde.